# Hérard Abraham

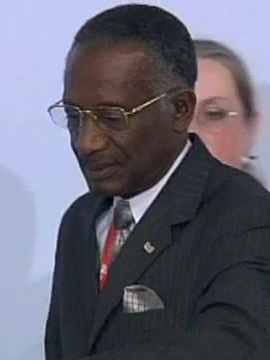
Hérard Abraham, 2005

Hérard Abraham (* 28. Juli 1940 in Port au Prince; † 24. August 2022 in Fermathe) war ein haitianischer Generalleutnant und Politiker. Vom 10. März 1990 bis zu seinem Rücktritt am 13. März 1990 war er Präsident von Haiti.

## Leben
Bereits als junger Mann trat Abraham der Armee Haitis bei, in der er später zu den wenigen Militärs im inneren Führungskreis um Präsident Jean-Claude Duvalier gehörte. Am 6. Februar 1986 gehörte er zu den Unterstützern des Staatsstreichs von General Henri Namphy gegen Duvalier. Zwischen März 1986 und Januar 1987 gehörte er der Regierung von Namphy zunächst als Informationsminister und dann von Januar 1987 bis Februar 1988 als Außenminister und Minister für Kulte an. Danach war er als Generalmajor Chef des Generalstabes der Armee.
Nachdem Straßenproteste am 10. März 1990 Präsident Prosper Avril zum Rücktritt und die Flucht ins Exil gezwungen hatten, wurde er dessen Nachfolger als Präsident von Haiti. Bereits drei Tage später trat er am 13. März 1990 das Präsidentenamt an die Präsidentin des Obersten Gerichts, Ertha Pascal-Trouillot, ab und war damit der einzige Militärmachthaber Haitis im 20. Jahrhundert, der auf seine Macht freiwillig verzichtete.
Abraham blieb jedoch im Rang eines Generalleutnants als Nachfolger von Avril Oberkommandierender der Streitkräfte. In diesem Amt hatte er am 7. Januar 1991 maßgeblichen Anteil an der Niederschlagung des Putschversuchs von Roger Lafontant. Am 2. Juli 1991 trat er als Oberkommandierender der Streitkräfte zurück und übergab dieses Amt an Generalleutnant Raoul Cédras. Anschließend ließ er sich in Miami (Florida) nieder, wo er in der Nähe des späteren Premierministers Gérard Latortue lebte.
Im Februar 2004 forderte er in einer Radioansprache von Florida aus den amtierenden Präsidenten Jean-Bertrand Aristide zum Rücktritt auf. Als Aristide am 29. Februar 2004 zum Rücktritt und Verlassen des Landes gezwungen worden war, war die Bildung einer neuen Regierung notwendig. Zunächst wurde angenommen, dass Abraham mit Unterstützung der USA Premierminister würde. Allerdings übernahm Latortue am 9. März 2004 das Amt des Premierministers, der Abraham nach dessen Rückkehr nach Haiti am 16. März 2004 zum Innenminister und Minister für Nationale Sicherheit ernannte. Im Rahmen einer Kabinettsumbildung wurde er am 31. Januar 2005 wieder zum Außenminister berufen und verblieb in diesem Amt bis zum 9. Juni 2006.